# Alexandre-Ferdinand Nguendet
Alexandre-Ferdinand Nguendet (23 maggio 1972) è un politico centrafricano.
Dall'aprile 2013 è Presidente del Consiglio di transizione nazionale della Repubblica Centrafricana.
È stato Presidente ad interim della Repubblica Centrafricana per circa due settimane nel gennaio 2014.